# Пер Гюнт (музыка)
Сюита «Пер Гюнт» (норв. Peer Gynt) — камерно-симфоническое музыкальное произведение, специально написанное к одноименной театральной пьесе Генрика Ибсена норвежским композитором Эдвардом Григом в 1875 году (соч. 23). Премьера постановки пьесы (вместе с музыкой Э. Грига) состоялась 24 февраля 1876 года в Христиании (ныне город Осло).
Изначально партитура состояла из пяти актов и содержала 26 музыкальных произведений. Но потом большая их часть была утрачена вплоть до 1980-х годов. В настоящее время 8 наиболее популярных музыкальных композиций составляют 2 сюиты.
Сюита № 1, соч. 46
- 1. Утро
- 2. Смерть Озе
- 3. Танец Анитры
- 4. В пещере горного короля

Сюита № 2, соч. 55
- 1. Жалоба Ингрид
- 2. Арабский танец
- 3. Возвращение Пера Гюнта
- 4. Песня Сольвейг

## Оригинальная партитура, соч. 23
- Акт первый
  - Nr. 1: Прелюдия: «На свадьбе» (I bryllupsgården). Оркестр
  - Nr. 2: «Халлинг» (Halling). Соло скрипки
  - Nr. 3: «Спрингар» (Springar). Соло скрипки
- Акт второй
  - Nr. 4: Прелюдия: «Похищение невесты. Жалоба Ингрид» (Bruderovet. Ingrids klage). Оркестр
  - Nr. 5: «Пер Гюнт и три пастушки» (Peer Gynt og Seterjentene). Песня и melodrama
  - Nr. 6: «Пер Гюнт и Женщина в зеленом» (Peer Gynt og Den grønnkledte). Оркестр
  - Nr. 7: «О человеке суди по коню его!» (Peer Gynt: ‘På ridestellet skal storfolk kjendes!’). Оркестр
  - Nr. 8: «В пещере Горного короля» (I Dovregubbens hall). Оркестр
  - Nr. 9: «Танец дочери Горного короля» (Dans av Dovregubbens datter). Оркестр
  - Nr. 10: «На Пер Гюнта охотятся тролли» (Peer Gynt jages av troll). Melodrama
  - Nr. 11: «Пер Гюнт и Бӭген» (Peer Gynt og Bøygen). Melodrama с припевом
- Акт третий
  - Nr. 12: Прелюдия: «Смерть Озе» (Åses død). Оркестр (Играется дважды за третий акт. Первый раз в качестве прелюдии)
- Акт четвертый
  - Nr. 13: Прелюдия: «Утреннее настроение» (Morgenstemning). Оркестр
  - Nr. 14: «Вор и укрыватель краденого» (Tyven og heleren). Два басовых голоса и оркестр
  - Nr. 15: «Арабский танец» (Arabisk dans). Сопрано, женский хор и оркестр
  - Nr. 16: «Танец Анитры» (Anitras dans). Оркестр
  - Nr. 17: «Серенада Пер Гюнта» (Peer Gynts serenade). Баритон с оркестром
  - Nr. 18: «Пер Гюнт и Анитра» (Peer Gynt og Anitra). Оркестр
  - Nr. 19: «Песня Сольвейг» (Solveigs sang). Сопрано с оркестром
- Акт пятый
  - Nr. 20: Прелюдия: «Пер Гюнт и Колоссы Мемнона» (Peer Gynt og Memnonstøtten). Оркестр
  - Nr. 21: «Возвращение Пер Гюнта на родину. Штормовой вечер на море» (Peer Gynts hjemfart. Stormfull aften på havet). Оркестр
  - Nr. 22: «Кораблекрушение» (Skipsforliset). Оркестр
  - Nr. 23: «Сольвейг поет в избушке» (Solveig synger i hytten). Сопрано с оркестром
  - Nr. 24: «Ночная сцена» (Nattscene). Melodrama
  - Nr. 25: «Песнопение пятидесятницы: 'Благословенное утро'» (Pinsesalme: ‘Velsignet morgen’). Четырехголосный хор без аккомпанемента
  - Nr. 26: «Колыбельная Сольвейг».(Solveigs vuggevise) Сопрано с оркестром